# デブラ・パジェット
デブラ・パジェット（Debra Paget, 本名：Debralee Griffin, 1933年8月19日 - ）は、アメリカ合衆国の女優。

## 来歴
コロラド州デンバーに画家の父親と元女優の母親の間に生まれる。幼い頃にロサンゼルスに移住。
1948年、15歳の時に『都会の叫び』で映画デビュー。以降、西部劇や史劇を中心に出演、配役に応じて青い目を隠すために茶色のコンタクトレンズを装着してネイティブアメリカン、アジア人なども演じた。
私生活では『やさしく愛して』で共演したエルビス・プレスリー、映画界の大物ハワード・ヒューズなどと噂になった。1958年、俳優で歌手のデビッド・ストリートと結婚、3ヵ月後に離婚。1960年、西部劇映画の監督として知られるバッド・ベティカーと2度目の結婚をするが22日後には別居、1年後正式に離婚した。1962年、蔣介石夫人・宋美齢の甥（孔祥熙の次男）である中国系アメリカ人の石油会社幹部、ルイス・C・クン（孔令傑）と3度目の結婚後、1965年を以て引退した。一人息子グレゴリーをもうけたが1980年に離婚。現在はテキサス州で暮らしている。

## 主な出演作品

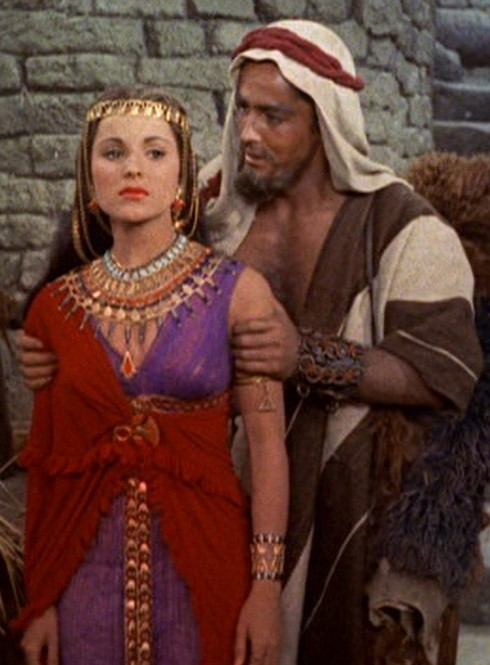
『十戒』（1956年）より（左）。右はジョン・デレク。

- 都会の叫び Cry of the City (1948)
- ママは大学一年生 Mother Is a Freshman (1949)
- 春の珍事 It Happens Every Spring (1949)
- 他人の家 House of Strangers (1949)
- 折れた矢 Broken Arrow (1950)
- 南海の劫火 Bird of Paradise (1951)
- 女海賊アン Anne of the Indies (1951)
- 14時間の恐怖 Fourteen Hours (1951)
- 続 一ダースなら安くなる Belles on Their Toes (1952)
- レ・ミゼラブル Les Misérables (1952)
- 星條旗よ永遠なれ Stars and Stripes Forever (1952)
- 炎と剣 Prince Valiant (1954)
- ディミトリアスと闘士 Demetrius and the Gladiators (1954)
- ナイルの王女 Princess of the Nile (1954)
- 白い羽根 White Feather (1955)
- 七匹の無法者 Seven Angry Men (1955)
- 最後の銃撃 The Last Hunt (1956)
- 十戒 The Ten Commandments (1956)
- やさしく愛して Love Me Tender (1956)
- 舞い散った札束/断崖の河 The River's Edge (1957)
- 勇者カイヤム Omar Khayyam (1957)
- 宇宙冒険旅行 From the Earth to the Moon (1958)
- 大いなる神秘 王城の掟 The Tiger of Eschnapur (1959) - ドイツ映画
- 大いなる神秘 情炎の砂漠 The Indian Tomb (1959) - ドイツ映画
- シーラ、クレオパトラの娘 Cleopatra's Daughter (1960) - イタリア映画
- ローハイド Rawhide (1960-1962) テレビドラマ
- 黒猫の怨霊 Tales of Terror (1962)
- 怪談呪いの霊魂 The Haunted Palace (1963)
- バークにまかせろ Burke's Law (1963-1965) テレビドラマ